# Tappan
Tappan és una concentració de població designada pel cens dels Estats Units a l'estat de Nova York. Segons el cens del 2000 tenia 6.757 habitants.

## Demografia
Segons el cens del 2000, Tappan tenia 6.757 habitants, 2.261 habitatges, i 1.887 famílies. La densitat de població era de 935,1 habitants per km².
Dels 2.261 habitatges en un 37,1% hi vivien nens de menys de 18 anys, en un 73,6% hi vivien parelles casades, en un 7,3% dones solteres, i en un 16,5% no eren unitats familiars. En el 13,6% dels habitatges hi vivien persones soles el 7,1% de les quals corresponia a persones de 65 anys o més que vivien soles. El nombre mitjà de persones vivint en cada habitatge era de 2,98 i el nombre mitjà de persones que vivien en cada família era de 3,27.
Per edats la població es repartia de la següent manera: un 24,9% tenia menys de 18 anys, un 6,2% entre 18 i 24, un 26% entre 25 i 44, un 28,1% de 45 a 60 i un 14,8% 65 anys o més.
L'edat mediana era de 41 anys. Per cada 100 dones de 18 o més anys hi havia 91,8 homes.
La renda mediana per habitatge era de 86.435 $ i la renda mediana per família de 91.827 $. Els homes tenien una renda mediana de 57.750 $ mentre que les dones 40.707 $. La renda per capita de la població era de 32.811 $. Entorn del 2,3% de les famílies i el 3,3% de la població estaven per davall del llindar de pobresa.